# Bibruck
Bibruck ist ein Weiler in der Gemeinde Oberteuringen am Bodensee.

## Geografie
Der kleine Weiler liegt östlich Oberteuringens im Quellgebiet des Taldorfer Baches.

## Geschichte
Der bis ins 18. Jahrhundert Bibrugge genannte Ort fand 1210 als Bibrukk und 1262 als Bibruge seine Ersterwähnungen. Im 13. Jahrhundert erwarb Kloster Weißenau vielfachen Besitz, den es 1276 an Kloster Salem abtrat. Auch wurde der Name Beybrugg 1816 archivlich erwähnt.

## Zeit des Nationalsozialismus

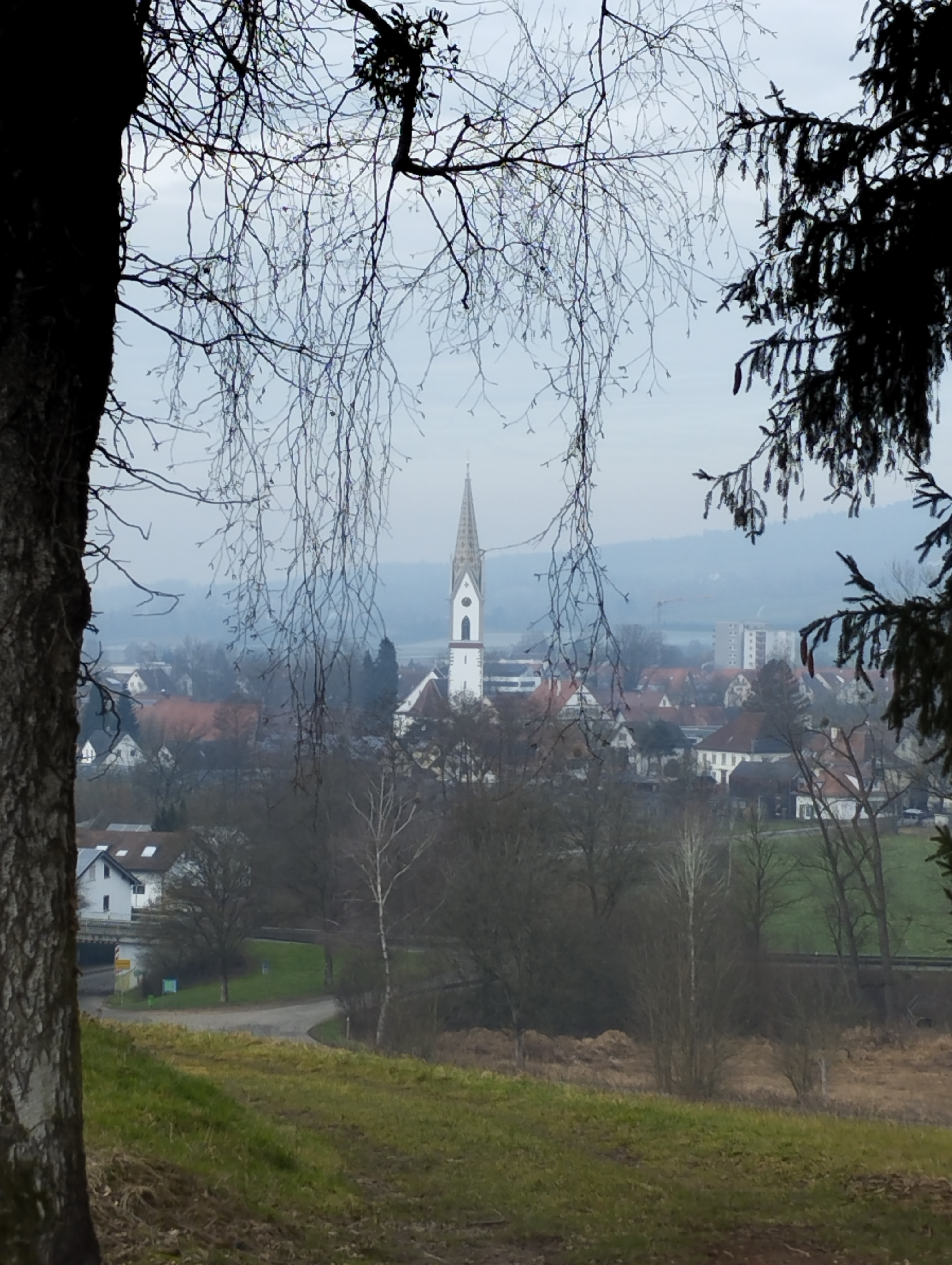
Alexander Borowiec letzter Ausblick auf dem Exekutionsplatz

Erst seit 1. Januar 1938 gehört Bibruck zur Gemeinde Oberteuringen. Traurige Berühmtheit erlangte der Ort während der Zeit des Nationalsozialismus in einem Ermittlungsverfahren zu einem NS-Verbrechen. Wegen des Liebesverhältnisses des polnischen Zwangsarbeiters Alexander Borowiec zu der jungen Mutter Josefine O. aus Bibruck wurde die Frau ins KZ Ravensbrück verschleppt und Borowiec in Oberteuringen am 30. Mai 1941 publikumswirksam erhängt. Friedrich Mußgay, der das Verbrechen zusammen mit dem Bürgermeister Oberteuringens und dem Polizeimeister Theodor Heilborn organisierte, entzog sich am 3. September 1946 in seiner Zelle dem Gerichtsverfahren durch Erhängen.

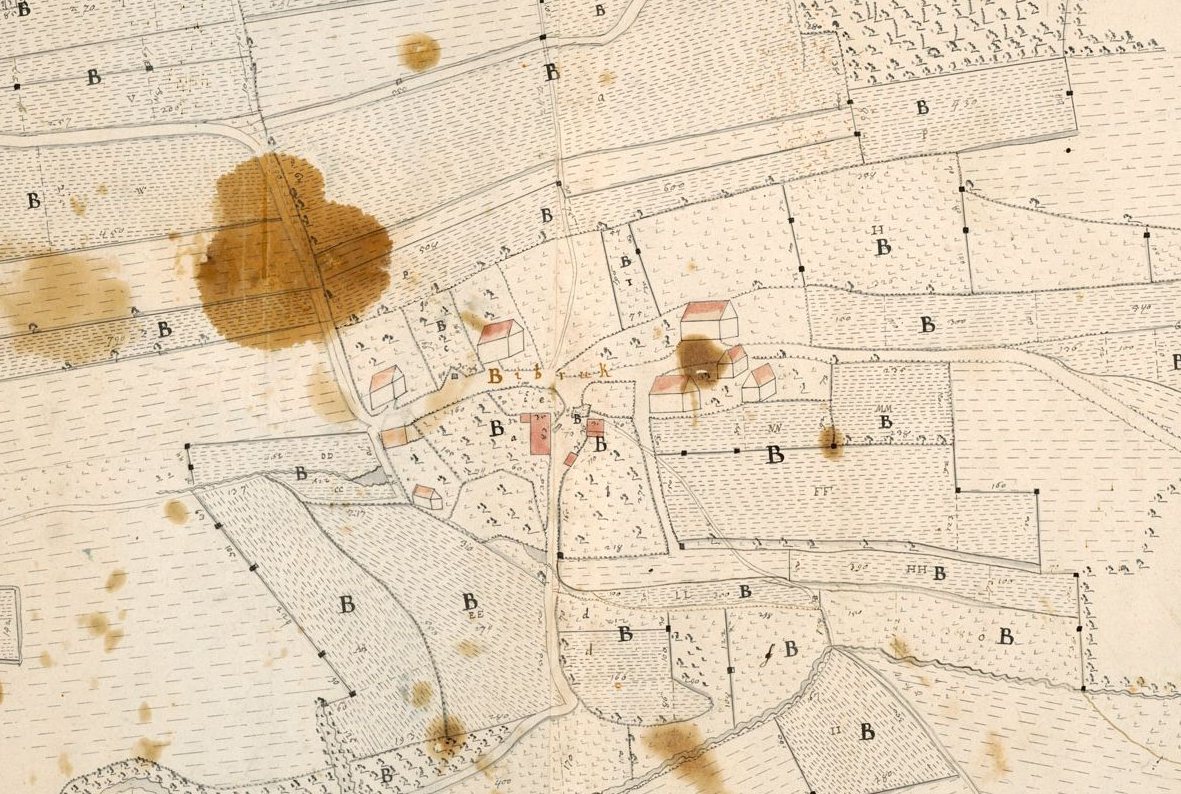
Historische Karte von Bibruk 1749